# Multipartidaria
La Multipartidaria Nacional, más conocida como la Multipartidaria, fue una instancia de acción política conjunta creada en 1981 en Argentina, integrada por los partidos Unión Cívica Radical, Partido Justicialista (peronista), Intransigente, Demócrata Cristiano y Movimiento de Integración y Desarrollo, que tuvo como objetivo presionar a la dictadura militar conocida como Proceso de Reorganización Nacional (1976-1983) para que abandonara el poder y se estableciera un régimen democrático. Se disolvió el 10 de diciembre de 1983, una vez asumido el gobierno democrático.

## Origen
El 24 de marzo de 1976 se produjo en Argentina un golpe de Estado estableciendo una dictadura militar, llamada Proceso de Reorganización Nacional que desató una persecución generalizada de opositores y produjo una violación masiva de derechos humanos, con un resultado de decenas de miles de desaparecidos, exiliados, encarcelados y torturados.
El 14 de julio de 1981, por iniciativa del dirigente radical Ricardo Balbín, y desconociendo el estado de sitio, se reunieron los máximos dirigentes de los principales partidos políticos argentinos: Unión Cívica Radical (UCR), Partido Justicialista (PJ), Partido Intransigente (PI), Partido Demócrata Cristiano (PDC) y Movimiento de Integración y Desarrollo (MID), para formar una instancia multipartidaria que presionara al gobierno militar para establecer un gobierno democrático. La Multipartidaria se inspiró en el antecedente de una experiencia similar creada en 1971, denominada La Hora del Pueblo.
En aquella primera reunión la Multipartidaria constituyó una Junta Política Convocante y emitió un comunicado de prensa en el que realizaba una "convocatoria nacional" a todos los sectores políticos, sociales, religiosos, económicos y culturales, y finalizaba con esta declaración:

De esta manera damos por iniciada la etapa de transición hacia la democracia, objetivo que constituye nuestra decisión intransferible e irrevocable. Lo hacemos bajo el lema del Episcopado Argentino: la reconciliación nacional.

## Autoridades
Inmediatamente después de constituida, la Multipartidaria estableció sus autoridades:
- Reunión de Presidentes de los Partidos Convocantes. En 1981 eran Francisco Eduardo Cerro (PDC), Oscar Alende (PI), Deolindo Bittel (PJ), Arturo Frondizi (MID), Ricardo Balbín, reemplazado a su muerte por Carlos Contín (UCR).
- Plenario. 
  - PDC: Martín Dip, Carlos Auyero, Basilio Serrano, Hugo Conza, Eduardo Traboulsi, Néstor Vicente, Enrique de Vedia, Salvador Busacca, Augusto Conte;
  - PI: Juan Carlos Manes, Miguel Montserrat, Raúl Rabanaque Caballero, Marcelo Arabolaza, Rafael Marino, Mariano Lorences, Fayiz Sago;
  - PJ: Néstor Carrasco, Torcuato Fino, Herminio Iglesias, Rubén Sarboli, Ramona Ameztoy, Rosaura Isla, Bernardo Montenegro, Edgardo Murguía, Blas Carballo;
  - MID: Américo García, Francisco Aguirre, Marcos Merchensky, Luis Cándido Carballo, Carlos Zaffore, José A. Giménez Rébora;
  - UCR: Francisco Rabanal, Luis León, Juan Carlos Pugliese, Juan Trilla, Eduardo Angeloz, Raúl Alfonsín, Rodolfo García Leyenda, Carlos Perette, Antonio Tróccoli, Fernando de la Rúa.
- Junta Política Permanente (Secretariado)
  - PDC: Martín Dip, Carlos Auyero, Hugo Conza
  - PI: Juan Carlos Manes, Miguel Montserrat, Raúl Rabanaque Caballero, Marcelo Arbolaza
  - PJ: Néstor Carrasco, Torcuato Fino, Herminio Iglesias, Bernardo Montenegro
  - MID: Américo García, Marcos Merchensky, Carlos Zaffore, Alfredo García
  - UCR: Luis León, Juan Carlos Pugliese, Rodolfo García Leyenda, Antonio Tróccoli.

## Convocatoria y documentos básicos
Luego de constituida la Multipartidaria comenzó a realizar una serie de reuniones con la Iglesia Católica y los demás partidos políticos con el fin de ampliar la Convocatoria inicial.
Durante el mes de agosto se reunió con el Episcopado Nacional y los partidos Socialista Unificado (PSU), Confederación Socialista Argentina (CSA), Frente de Izquierda Popular (FIP), Línea Popular, Socialista Popular (PSP-García Costa), Comunista (PC), Socialista Popular (PSP-Estévez Boero), Frente de Izquierda Nacional (FIP-Corriente Nacional). Todos estos partidos adhirieron a los objetivos de la Multipartidaria.
Con los aportes realizados por la Iglesia católica y los partidos políticos adherentes, la Multipartidaria elaboró un documento titulado "Convocatoria al país", que fue hecho público el 28 de agosto de 1981. Allí se destaca la importancia de la "reconciliación" que por entonces era el centro del mensaje de la Iglesia Católica Argentina, aclarando que "la reconciliación no se podrá alcanzar si no es sobre la base de la verdad", y se establecen los objetivos básicos de la Multipartidaria. Los objetivos básicos eran siete, sintéticamente descriptos así:
1. Retorno al estado de derecho y remoción de las restricciones a los derechos humanos
2. Normalización inmediata de la actividad política, sindical y estudiantil
3. Cronograma preciso para realizar las elecciones
4. Programa de emergencia económica
5. Recuperación del salario real y libre funcionamiento de las convenciones colectivas
6. Mejoramiento de la educación
7. Libre acceso a los medios de comunicación del Estado

El 29 de septiembre de 1981 la Multipartidaria hizo público una Declaración que denunciaba la resistencia del gobierno militar a emprender una salida hacia la democracia, analizaba críticamente la situación política, económica y social, y decidía constituir grupos de trabajo que elaboraran una Propuesta a la Nación.
Se formaron cinco Comisiones (Política, Económica, Social, Educación y Cultura, Internacional) que procedieron a consultar ampliamente a las organizaciones políticas, sociales, sindicales, empresariales, profesionales, etc., y presentaron sus informes en el mes de septiembre.
Sobre la base de los informes realizados por las cinco comisiones y que generaron una amplia movilización de la sociedad civil, la Multipartidaria elaboró un nuevo documento con la Propuesta al País, que resultó histórico, y que se titulaba "Antes de que sea tarde", hecho público el 16 de diciembre de 1981.
En el documento "Antes de que sea tarde", que tiene el subtítulo "Llamamiento y propuesta a la Nación", la Multipartidaria adoptó el estilo de redacción de la Constitución Argentina en el que denunciaba el curso de "desintegración nacional" que estaba sufriendo el país, se criticaba la represión y "desconocimiento de los derechos humanos en las acciones regresivas y por la justicia nunca satisfecha de miles de desaparecidos cuyos destinos se ignoran". Realizaba también una extensa crítica de la política económica, social y cultural. Pero por sobre todas las cosas el documento establecía un detallado programa de gobierno común, en las áreas político-institucional, económica, social, educativa-cultural, e internacional. Muchas de estas pautas fueron asumidas por los partidos políticos como acuerdos básicos, una vez recuperada la democracia el 10 de diciembre de 1983.

## Acción política y resistencia
En 1982 la Multipartidaria, en acuerdo con la Confederación General del Trabajo (CGT) que venía realizando actos callejeros contra la dictadura militar desde el año anterior, así como con los partidos políticos adherentes, y las organizaciones de derechos humanos y estudiantiles, tomaron la decisión de comenzar una amplia movilización pacífica para el inmedianto establecimiento de un régimen democrático.
De ese modo se concretó la movilización del 30 de marzo de 1982, una de las más importantes de la historia argentina, en la que más de 100 000 personas en la Ciudad de Buenos Aires, y numerosos grupos en las principales ciudades del país, marcharon contra el gobierno militar, reclamando democracia ya. En la Ciudad de Buenos Aires, la marcha se propuso llegar a la Plaza de Mayo, frente a la Casa de Gobierno, pero el gobierno militar dio la orden de impedir la llegada de la multitud a la plaza, y reprimió ferozmente la manifestación, desencadenando una batalla campal que se extendió durante toda la tarde y que terminó con miles de detenidos, entre ellos los dirigentes sindicales convocantes.
La marcha tomó por sorpresa al gobierno militar y a la prensa en general, significó un éxito rotundo del movimiento de resistencia contra la dictadura militar, y un duro golpe para la Junta de Comandantes.
Tres días después, el 2 de abril de 1982, el gobierno militar tomó las islas Malvinas, en un acto unilateral que dio origen a la guerra de las Malvinas.
Muchos analistas han considerado que la guerra fue un acto desesperado del gobierno militar, ante la presión de la población civil, y sobre todo frente al abierto activismo de las organizaciones de derechos humanos, los sindicatos, la Multipartidaria y los estudiantes. Lo cierto es que el plan se venía confeccionando desde diciembre de 1981 y que la flota naval que desembarcaría en las islas, partieron de su base en Puerto Belgrano el 28 de marzo. También existen indicios de contactos entre los militares argentinos y el gobierno estadounidense orientados a dar curso a la operación.
El desembarco en las islas modificó de raíz la dinámica del conflicto político en Argentina. La población apoyó masivamente la acción militar.
En la Multipartidaria se abrieron al menos tres posiciones:
- El ala más conservadora, encabezada por Carlos Contín, presidente la Unión Cívica Radical, sostuvo que la Multipartidaria debía postergar sus reclamos democráticos y sociales, y apoyar la acción diplomática del gobierno militar;
- La postura anterior produjo un fuerte enfrentamiento dentro de la Multipartidaria. Un sector mayoritario decidió apoyar la recuperación de las Islas Malvinas y las tratativas diplomáticas para consolidarla, pero exigir asimismo la conformación inmediata de un gobierno civil y la democratización definitiva del país. La mayor parte de estos dirigentes (Oscar Alende, Carlos Auyero, Arturo Frondizi, Torcuato Fino, Inda, etc.) incluso concurrieron a las Islas Malvinas en un avión militar a manifestar públicamente su apoyo a la recuperación de las islas.
- Otro sector minoritario, encabezado por el radical Raúl Alfonsín, no solo se opuso a postergar los reclamos democráticos, sino que además se opuso a apoyar la acción militar y las negociaciones diplomáticas que se abrieron luego.

La Multipartidaria como tal, apoyó la recuperación de la soberanía, pero no organizó actos de apoyo a la misma, ni dejó de reclamar el retorno de la democracia. Propuso formar un gobierno civil durante el conflicto, pero la propuesta fue categóricamente rechazada por el gobierno militar.
Producida la rendición argentina el 14 de junio de 1982, el gobierno militar dirigido por el general Galtieri colapsó. Asumió entonces, luego de un breve interregno, Bignone, que comprendía que su única posibilidad era entregar el poder a los civiles, y que en esa transición debía negociar con la Multipartidaria una amnistía.
Para entonces, se había fortalecido el sector que se opuso a la toma de las islas, en el que se destacaba Raúl Alfonsín y la Multipartidaria había endurecido su posición, rechazando toda posible amnistía, para emprender una acción decidida por elecciones libres y sin condicionamientos.
El 16 de diciembre de 1982, la Multipartidaria, junto a la CGT, las organizaciones de derechos humanos y estudiantiles, y los demás partidos políticos, organizó una nueva marcha masiva, en la que fue asesinado desde un automóvil Ford Falcon verde que caracterizaba el accionar de los grupos represores clandestinos, el obrero salteño Dalmiro Flores, perteneciente al sindicato de SMATA (Mecánicos).
Durante la campaña electoral (1983) la Multipartidaria se mantuvo como instancia civil para garantizar la efectiva entrega del poder por parte de las Fuerzas Armadas. El 30 de octubre de 1983, se realizaron elecciones generales y libres en todo el país y triunfó Raúl Alfonsín con el 52 %. El 10 de diciembre de 1983, el nuevo gobierno asumió el poder y la Multipartidaria se disolvió.

## Publicaciones
- Antes de que sea tarde, 1981